# Kari Byron
Kari Elizabeth Byron (født 18. december 1974) er en amerikansk tv-vært, og vært på Discovery Channels Mythbusters.
Kari Byron kom med i showet, efter at have henvendt sig konstant til Hyneman's M5 industries, og blev en del af hvad blev kaldt "The Build Team", eller "B-Team".

## Eksterne links
- Kari Byron på Internet Movie Database (engelsk)
- Kari Byron på AllMovie (engelsk)
- Kari Byron på Rotten Tomatoes (engelsk)
- Kari Byron på The Movie Database (engelsk)
- Officiel hjemmeside
- Kari Byrons biografi på Discovery Channel (engelsk)
- Officielle hjemmeside (engelsk)